# Musaranya de Theresa
La musaranya de Theresa (Crocidura theresae) és una espècie de mamífer eulipotifle de la família de les musaranyes (Soricidae)
que viu a Costa d'Ivori, Ghana, Guinea, Sierra Leone i, possiblement també, Libèria.